# العلاقات الأندورية الوسط إفريقية
العلاقات الأندورية الوسط أفريقية هي العلاقات الثنائية التي تجمع بين أندورا وجمهورية أفريقيا الوسطى.

## مقارنة بين البلدين
هذه مقارنة عامة ومرجعية للدولتين:
| وجه المقارنة                                              | أندورا                                                     | جمهورية أفريقيا الوسطى      |
| --------------------------------------------------------- | ---------------------------------------------------------- | --------------------------- |
| المساحة (كم2)                                             | 468                                                        | 622.98 ألف                  |
| عدد السكان (نسمة)                                         | 76.18 ألف                                                  | 4.66 مليون                  |
| الكثافة السكانية (ن./كم²)                                 | 16.28 ألف                                                  | 7.48                        |
| العاصمة                                                   | أندورا لا فيلا                                             | بانغي                       |
| اللغة الرسمية                                             | اللغة الكتالونية                                           | لغة فرنسية، اللغة السانغوية |
| العملة                                                    | يورو                                                       | فرنك وسط أفريقي             |
| الناتج المحلي الإجمالي (بليون دولار)                      | 3.01 مليار                                                 | 1.95 مليار                  |
| الناتج المحلي الإجمالي (تعادل القوة الشرائية) بليون دولار |                                                            | 3.03 مليار                  |
| الناتج المحلي الإجمالي الاسمي للفرد دولار أمريكي          |                                                            | 323                         |
| الناتج المحلي الإجمالي للفرد دولار أمريكي                 |                                                            | 594                         |
| مؤشر التنمية البشرية                                      | 0.858                                                      | 0.350                       |
| رمز المكالمات الدولي                                      | +376                                                       | +236                        |
| رمز الإنترنت                                              | .ad                                                        | .cf                         |
| المنطقة الزمنية                                           | ت ع م+01:00، توقيت وسط أوروبا، ت ع م+02:00، أوروبا/أندورا ‏ | ت ع م+01:00                 |

## منظمات دولية مشتركة
يشترك البلدان في عضوية مجموعة من المنظمات الدولية، منها:
| علم المنظمة | اسم المنظمة                   | تاريخ انضمام أندورا | تاريخ انضمام جمهورية أفريقيا الوسطى |
| ----------- | ----------------------------- | ------------------- | ----------------------------------- |
|             | الاتحاد الدولي للاتصالات      | 12 نوفمبر 1993      | 2 ديسمبر 1960                       |
|             | منظمة حظر الأسلحة الكيميائية  | ?                   | ?                                   |
|             | يونسكو                        | 20 أكتوبر 1993      | 11 نوفمبر 1960                      |
|             | الأمم المتحدة                 | 28 يوليو 1993       | 20 سبتمبر 1960                      |
|             | منظمة الشرطة الجنائية الدولية | ?                   | ?                                   |

## وصلات خارجية
- موقع وزارة الخارجية الأندورية